# 투루판 분지
투루판 분지(Turpan Depression)는 중국 신장 위구르 자치구에 속한 저지대의 오아시스 지역으로, 위구르의 수도인 우루무치의 남동쪽 150Km에 위치하고 있다. 이 분지에 위치한 아이딩호의 고도는 해발 -154m로 사해에 이어 세계에서 2번째로 낮다.

## 기후
투루판 분지의 역대 기후 중 비공식 기록으로는 섭씨 66도까지 올라갔지만, 실제 기후를 보면 사막 기후에 해당되며, BWk로 판정된다.
| Turpan (1971−2000)의 기후                   | Turpan (1971−2000)의 기후 | Turpan (1971−2000)의 기후 | Turpan (1971−2000)의 기후 | Turpan (1971−2000)의 기후 | Turpan (1971−2000)의 기후 | Turpan (1971−2000)의 기후 | Turpan (1971−2000)의 기후 | Turpan (1971−2000)의 기후 | Turpan (1971−2000)의 기후 | Turpan (1971−2000)의 기후 | Turpan (1971−2000)의 기후 | Turpan (1971−2000)의 기후 | Turpan (1971−2000)의 기후 |
| 월                                          | 1월                       | 2월                       | 3월                       | 4월                       | 5월                       | 6월                       | 7월                       | 8월                       | 9월                       | 10월                      | 11월                      | 12월                      | 연간                      |
| ------------------------------------------- | ------------------------- | ------------------------- | ------------------------- | ------------------------- | ------------------------- | ------------------------- | ------------------------- | ------------------------- | ------------------------- | ------------------------- | ------------------------- | ------------------------- | ------------------------- |
| 역대 최고 기온 °C (°F)                      | 8.5 (47.3)                | 19.5 (67.1)               | 31.7 (89.1)               | 40.5 (104.9)              | 43.6 (110.5)              | 47.6 (117.7)              | 48.1 (118.6)              | 47.8 (118.0)              | 43.4 (110.1)              | 34.3 (93.7)               | 23.0 (73.4)               | 9.6 (49.3)                | 48.1 (118.6)              |
| 일평균 최고 기온 °C (°F)                    | −2.3 (27.9)               | 6.0 (42.8)                | 16.3 (61.3)               | 26.5 (79.7)               | 33.3 (91.9)               | 37.9 (100.2)              | 39.6 (103.3)              | 38.0 (100.4)              | 31.9 (89.4)               | 21.8 (71.2)               | 9.5 (49.1)                | −0.8 (30.6)               | 21.5 (70.7)               |
| 일일 평균 기온 °C (°F)                      | −7.6 (18.3)               | −0.5 (31.1)               | 9.5 (49.1)                | 19.3 (66.7)               | 25.9 (78.6)               | 30.5 (86.9)               | 32.2 (90.0)               | 30.0 (86.0)               | 23.2 (73.8)               | 13.2 (55.8)               | 2.7 (36.9)                | −5.8 (21.6)               | 14.4 (57.9)               |
| 일평균 최저 기온 °C (°F)                    | −12.1 (10.2)              | −6 (21)                   | 3.2 (37.8)                | 12.4 (54.3)               | 18.7 (65.7)               | 23.2 (73.8)               | 25.0 (77.0)               | 22.8 (73.0)               | 16.3 (61.3)               | 7.1 (44.8)                | −2.1 (28.2)               | −9.6 (14.7)               | 8.2 (46.8)                |
| 역대 최저 기온 °C (°F)                      | −28.9 (−20.0)             | −24.5 (−12.1)             | −10.4 (13.3)              | −1.8 (28.8)               | 4.7 (40.5)                | 11.5 (52.7)               | 15.5 (59.9)               | 11.6 (52.9)               | 1.3 (34.3)                | −5.7 (21.7)               | −17.8 (0.0)               | −26.1 (−15.0)             | −28.9 (−20.0)             |
| 평균 강수량 mm (인치)                       | 1.1 (0.04)                | 0.5 (0.02)                | 1.2 (0.05)                | 0.5 (0.02)                | 0.9 (0.04)                | 2.9 (0.11)                | 1.9 (0.07)                | 1.8 (0.07)                | 1.6 (0.06)                | 1.7 (0.07)                | 0.6 (0.02)                | 1.0 (0.04)                | 15.7 (0.61)               |
| 평균 강수일수 (≥ 0.1 mm)                    | 1.5                       | 0.3                       | 0.3                       | 0.6                       | 0.9                       | 2.3                       | 2.0                       | 1.9                       | 1.2                       | 0.7                       | 0.3                       | 1.1                       | 13.1                      |
| 평균 상대 습도 (%)                          | 60                        | 45                        | 31                        | 26                        | 28                        | 31                        | 33                        | 37                        | 42                        | 51                        | 54                        | 61                        | 42                        |
| 평균 월간 일조시간                          | 159.7                     | 188.6                     | 239.5                     | 256.8                     | 299.6                     | 301.2                     | 311.7                     | 305.9                     | 278.8                     | 250.6                     | 184.7                     | 135.1                     | 2,912.2                   |
| 가능 일조율                                 | 55                        | 64                        | 65                        | 64                        | 67                        | 66                        | 67                        | 71                        | 75                        | 74                        | 63                        | 48                        | 66                        |
| 출처 1: China Meteorological Administration |                           |                           |                           |                           |                           |                           |                           |                           |                           |                           |                           |                           |                           |
| 출처 2:                                     |                           |                           |                           |                           |                           |                           |                           |                           |                           |                           |                           |                           |                           |

## 역사적 유물

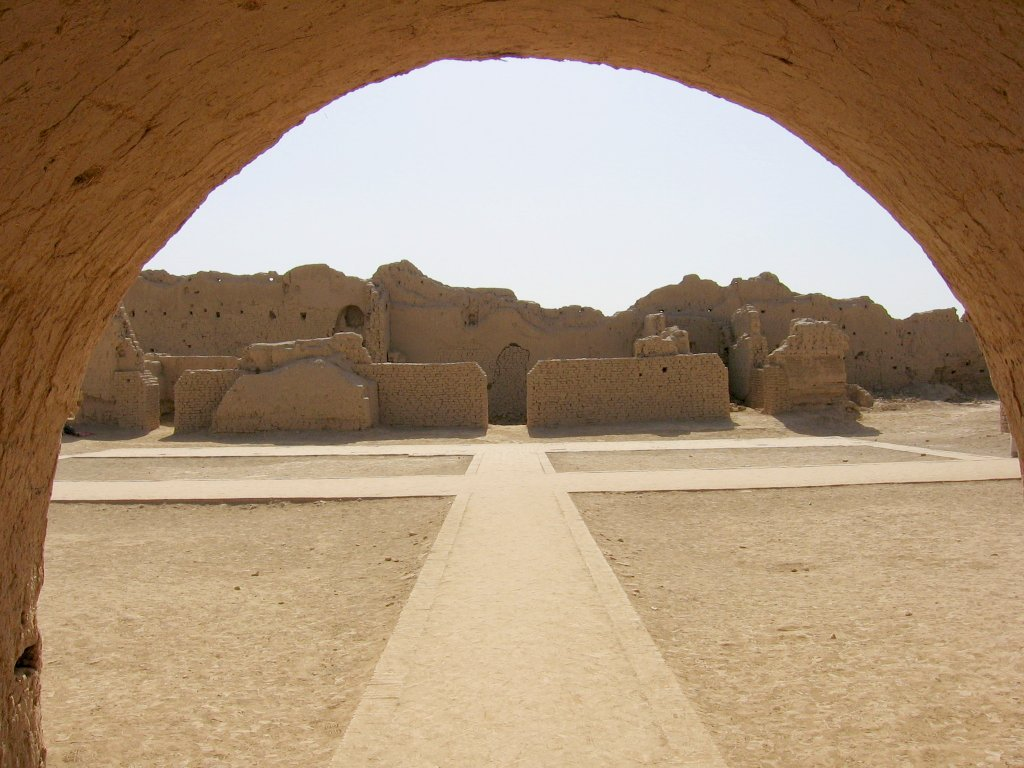
고창고성의 유적

투루판에서 서쪽으로 약 10km 지점에 위치해 있다.
동서 330m 남북 1650m으로 넓게 펼쳐진 군함형태의
고성 유적으로 기원전 2세기에서 14세기까지 번영했다
멸망해 버린 교하국의 옛터이다.
투르판 시에서 서쪽으로 약 10 킬로미터 지점에 유네스코 세계 문화유산으로 지정된 교하고성이 폐허로 남아 있다. 이곳 교하고성은 원래 기원전 2세기에서 14세기까지 번영한 교하국의 수도였으며, 2개의 강을 끼고 약 30미터 절벽위에 세워진 요새형 도시이다. 요새의 평면적 모습은 군함을 닮았다. 당시 이곳에는 7천명이 살았다고 한다. 도시의 대부분을 지면보다 낮은 땅을 파서 만들었다. 당나라의 황제가 관리를 파견하여 통치하였다. 우물이 몇 군데에서 발견되었다. 지주는 대부분 한족이었으나 다수의 민족이 함께 거주했다. 쌀과 보리를 재배하였다.
이후 7세기경 고창국이 번성하면서 이곳 교하고성의 정치적 중심은 멀어졌고, 투루판 동쪽 고창고성으로 옮겨갔다. 고창고성도 현재는 폐허로 남아 있다.
투루판시의 동쪽 48킬로미터 지점 화염산 기슭 계곡에는 베제크리크 천불동이라는 유적이 남아있다. 이 유적은 중국 당나라(13세기)부터 지어졌으며 77개의 동굴중 40개가 일반에게 공개되고 있다. 많은 수의 유적이 근대 중국의 제국주의 영향으로 일본, 영국 등으로 유출되었거나 파괴되었다.

## 같이 보기
- 투르판
- 투르판 지구